# Campeonato Africano de Atletismo de 2012 - Salto com vara masculino
A prova do salto com vara masculino do Campeonato Africano de Atletismo de 2012 foi disputada no dia 30 de junho de 2012 no Estádio Charles de Gaulle em Porto Novo,  no Benim. 

## Recordes
Antes desta competição, os recordes mundiais e do campeonato nesta prova eram os seguintes:
|                       | Nome         | Nacionalidade | Altura  | Local     | Data                 |
| --------------------- | ------------ | ------------- | ------- | --------- | -------------------- |
| Recorde mundial       | Sergey Bubka | Ucrânia       | 6m 14cm | Sestriere | 31 de julho de 1994  |
| Recorde do campeonato | Okkert Brits | África do Sul | 5m 40cm | Durban    | 1993                 |
| Recorde do campeonato | Okkert Brits | África do Sul | 5m 40cm | Dakar     | 21 de agosto de 1998 |
| Recorde africano      | Okkert Brits | África do Sul | 6m 03cm | Colônia   | 18 de agosto de 1995 |

## Medalhistas
| Ouro                    | Prata                  | Bronze             |
| Mouhcine Cheaouri (MAR) | Samir El Mafhoum (MAR) | Ruan Van Wyk (RSA) |

## Cronograma
Todos os horários são locais (UTC+1).
| Data        | Hora  | Evento |
| ----------- | ----- | ------ |
| 30 de junho | 14:40 | Final  |

## Resultado final
| Posição           | Atleta            | Nacionalidade   | 4.30 | 4.40 | 4.40 | 4.60 | 4.70 | 4.80 | 4.90 | 5.00 | 5.05 | 5.10 | 5.30 | Resultados | Notas |
| ----------------- | ----------------- | --------------- | ---- | ---- | ---- | ---- | ---- | ---- | ---- | ---- | ---- | ---- | ---- | ---------- | ----- |
| Medalha de ouro   | Mouhcine Cheaouri | Marrocos        | –    | –    | –    | –    | –    | xo   | –    | o    | –    | xxo  | xxx  | 5.10       |       |
| Medalha de prata  | Samir El Mafhoum  | Marrocos        | –    | o    | –    | o    | –    | o    | xo   | o    | –    | xxx  |      | 5.00       |       |
| Medalha de bronze | Ruan Van Wyk      | África do Sul   | –    | –    | –    | –    | o    | o    | o    | xxx  |      |      |      | 4.90       |       |
| 4                 | Heinrich Smit     | África do Sul   | –    | –    | –    | –    | o    | –    | xxo  | xxx  |      |      |      | 4.90       |       |
| 5                 | Sami Berrhaiem    | Tunísia         | –    | o    | –    | –    | xo   | –    | xxx  |      |      |      |      | 4.70       |       |
| 6                 | Eben Beukes       | África do Sul   | –    | –    | –    | –    | xxo  | –    | xxx  |      |      |      |      | 4.70       |       |
| 07 !              | Larbi Bouraada    | Argélia         |      |      |      |      |      |      |      |      |      |      |      | DNS        |       |
| 07 !              | Mourad Souissi    | Argélia         |      |      |      |      |      |      |      |      |      |      |      | DNS        |       |
| 07 !              | Guillaume Thierry | Ilhas Maurícias |      |      |      |      |      |      |      |      |      |      |      | DNS        |       |
| 07 !              | Ahmed Hamed       | Egito           |      |      |      |      |      |      |      |      |      |      |      | DNS        |       |

Legenda
| Recorde mundial       | Recorde mundial (World record)               |                       | Recorde africano                      | Recorde africano (African) |                                           | Q | Classificado por posição (Qualified) |
| Recorde do campeonato | Recorde do campeonato (Championship record)  | Recorde da América    | Recorde da América (Americas)         | q                          | Classificado por melhor tempo (Qualified) |   |                                      |
| Melhor marca do ano   | Melhor marca do ano (World leading)          | Recorde asiático      | Recorde asiático (Asian)              | DNS                        | Não largou (Did not start)                |   |                                      |
| Recorde nacional      | Recorde nacional (National record)           | Recorde europeu       | Recorde europeu (European)            | DNF                        | Não terminou (Did not finish)             |   |                                      |
| Recorde pessoal       | Recorde pessoal do atleta (Personal best)    | Recorde da Oceania    | Recorde da Oceania (Oceania)          | DSQ / DQ                   | Desclassificado (Disqualified)            |   |                                      |
| Recorde da temporada  | Recorde da temporada do atleta (Season best) | Recorde sul-americano | Recorde sul-americano (South America) | NM                         | Sem marca (No mark)                       |   |                                      |